# Sokotindji
Sokotindji è un arrondissement del Benin situato nella città di Ségbana (dipartimento di Alibori) con 11 293 abitanti (dato 2006).